# .ad
.ad este un domeniu de internet de nivel superior, pentru Andorra (ccTLD).